# Yannick Gomis
Pour les articles homonymes, voir Gomis.
Yannick Gomis, né le 3 février 1992 à Dakar au Sénégal, est un footballeur sénégalais qui évolue au poste d'attaquant à l'Aris Limassol.

## Biographie

### US Orléans
Saison 2016-2017
En 2016, il signe à l'US Orléans, il joue son premier match professionnel contre Le Havre. Il marque son premier but avec Orléans qui offre la victoire aux siens contre Laval. Le 28 avril 2017, il inscrit son premier triplé en Ligue 2 contre le Red Star. Le 12 mai, il marque le but de l'égalisation contre Clermont-Foot.
Saison 2017-2018
Il marque son premier but et délivre sa première passe décisive de la saison lors de la première journée contre l'AS Nancy-Lorraine. Seulement auteur de trois buts en 15 rencontres, il revient après la trêve avec l'ambition de marquer. Le 19 janvier, il marque contre l'AJ Auxerre. Il inscrit le but de la victoire contre Lens lors de la 23e journée. Auteur de très belles performances avec son club, il inscrit un doublé contre Football Bourg-en-Bresse Péronnas 01. Le 4 mai, lors de la 37e journée contre La Berrichonne de Châteauroux, il permet à son équipe d'arracher le nul dans les arrêts de jeu.
Gomis se révèle lors de la saison 2017-2018 où il termine meilleur buteur de l'US Orléans avec 12 buts inscrits en championnat.

### RC Lens

#### Saison 2018-2019
Le RC Lens officialise le 11 juin 2018 l'arrivée de quatre nouveaux joueurs : Jean-Louis Leca, Fabien Centonze, Arial Mendy et Yannick Gomis. Il débute sous ses nouvelles couleurs sur la pelouse de son ancien club et inscrit à cette occasion son premier but de la saison (1re journée, victoire 0-2). Aligné en pointe ou comme ailier, il s'impose de suite dans le onze titulaire de Philippe Montanier, concluant la phase aller avec 19 titularisations, 9 buts marqués et 4 passes décisives.
Il connaît un passage à vide de novembre à avril, trouvant le chemin des filets à 5 reprises mais seulement en tirant les penalties. Lors de la dernière rencontre de championnat, il inscrit un triplé face à l'US Orléans. Il conclut la phase régulière du championnat en ayant participé à chacune des 38 journées, pour 36 titularisations, 16 buts et 6 passes décisives. Lors des barrages de promotion, il délivre une passe décisive à Thierry Ambrose pour l'ouverture du score (1-1, qualification aux tirs au but). Lors du tour suivant, il inscrit un but après 3 minutes de jeu face à l'ESTAC (victoire 1-2 après prolongations) mais ne se montre pas décisif lors de la double confrontation décisive face à Dijon pour la montée.

### EA Guingamp

#### Saison 2019-2020
Le 30 août 2019, il s'engage pour quatre ans en faveur EA Guingamp pour un transfert de 4 millions d'euros. Il débloque son compteur buts lors de sa troisième apparition, à Sochaux (défaite 3-1). La saison n'est pas aussi idyllique qu'à Lens, le club ne parvenant pas à lutter pour la montée et le championnat étant arrêté après 28 journées à cause de la pandémie de Covid-19. Il conclut la saison avec 22 apparitions en Ligue 2, pour 16 titularisations, 5 buts marqués et 2 passes décisives.

#### Saison 2020-2021
La situation se dégrade encore pour sa deuxième saison en Bretagne, l'EA Guingamp ne jouant pas la montée mais son maintien en Ligue 2. Lors de la 6e journée, il symbolise les difficultés offensives de son équipe, manquant  deux grosses occasions au cours d’un match dans lequel Guingamp n’a cadré aucun tir face à Dunkerque (défaite 1-0).

### Aris Limassol

#### Saison 2022-2023
Après avoir remporté le premier championnat chypriotes de l’aris Limassol il inscrit un double en phase qualificative pour la phase finale de la ligue des champions.

#### Carrière internationale
Il joue son premier match en équipe du Sénégal le 6 juillet 2013, contre la Mauritanie. Il inscrit l'unique but de ce match.

### Matchs internationaux
Le tableau suivant liste les rencontres de l'équipe du Sénégal dans lesquelles Yannick Gomis a été sélectionné depuis le 6 juillet 2013 jusqu'à présent.

## Statistiques
| Saison                | Club                  | Championnat           | Championnat | Championnat | Coupe nationale | Coupe nationale | Coupe de la Ligue | Coupe de la Ligue | Compétition(s) continentale(s) | Compétition(s) continentale(s) | Compétition(s) continentale(s) | Total | Total |
| Saison                | Club                  | Division              | M.          | B.          | M.              | B.              | M.                | B.                | Comp.                          | M.                             | B.                             | M.    | B.    |
| 2015-2016             | US Orléans            | National              | 15          | 0           | 3               | 2               | -                 | -                 | -                              | -                              | -                              | 18    | 2     |
| 2016-2017             | US Orléans            | Ligue 2               | 15          | 5           | 1               | 0               | 2                 | 0                 | -                              | -                              | -                              | 18    | 5     |
| 2017-2018             | US Orléans            | Ligue 2               | 31          | 12          | -               | -               | 2                 | 0                 | -                              | -                              | -                              | 33    | 12    |
| Sous-total            | Sous-total            | Sous-total            | 61          | 17          | 4               | 2               | 4                 | 0                 | -                              | -                              | -                              | 69    | 19    |
| 2018-2019             | RC Lens               | Ligue 2               | 38+4        | 16+1        | 1               | 0               | 1                 | 0                 | -                              | -                              | -                              | 44    | 17    |
| 2019-2020             | RC Lens               | Ligue 2               | 2           | 0           | -               | -               | 1                 | 0                 | -                              | -                              | -                              | 3     | 0     |
| Sous-total            | Sous-total            | Sous-total            | 44          | 17          | 1               | 0               | 2                 | 0                 | -                              | -                              | -                              | 47    | 17    |
| 2019-2020             | EA Guingamp           | Ligue 2               | 22          | 5           | 1               | 0               | -                 | -                 | -                              | -                              | -                              | 23    | 5     |
| 2020-2021             | EA Guingamp           | Ligue 2               | 37          | 9           | 1               | 0               | -                 | -                 | -                              | -                              | -                              | 38    | 9     |
| 2021-2022             | EA Guingamp           | Ligue 2               | 35          | 3           | 3               | 2               | -                 | -                 | -                              | -                              | -                              | 38    | 5     |
| Sous-total            | Sous-total            | Sous-total            | 94          | 17          | 5               | 2               | -                 | -                 | -                              | -                              | -                              | 99    | 19    |
| 2022-2023             | Aris Limassol         | Protathlima Cyta      | 19+9        | 5+3         | 1               | 0               | -                 | -                 | C4                             | 2                              | 1                              | 31    | 9     |
| 2023-2024             | Aris Limassol         | Protathlima Cyta      | 22+10       | 7+3         | 4               | 1               | -                 | -                 | C1+C3                          | 4+7                            | 3+3                            | 47    | 17    |
| 2024-2025             | Aris Limassol         | Protathlima Cyta      | 20          | 6           | 1               | 1               | -                 | -                 | -                              | -                              | -                              | 21    | 7     |
| Sous-total            | Sous-total            | Sous-total            | 80          | 24          | 6               | 2               | -                 | -                 | -                              | 13                             | 7                              | 99    | 33    |
| Total sur la carrière | Total sur la carrière | Total sur la carrière | 279         | 75          | 16              | 6               | 6                 | 0                 | -                              | 13                             | 7                              | 314   | 88    |

## Palmarès

### En club
- Champion de Championnat de Chypre D1 en 2022-2023 avec Aris Limassol
- Vice-Champion de Ligue 2 en 2012 avec l'Olympique de Ngor
- Vainqueur de la Coupe de l'Assemblée Nationale en 2014 avec l'Olympique de Ngor
- Vainqueur de la Supercoupe de Chypre de football en 2022-23 avec Aris Limassol

### Distinctions individuelles
- Élu meilleur joueur de Ligue 2 du mois en octobre 2018 (RC Lens).